# Станіслав Мінський
Станіслав Мінський гербу Прус III (нар. бл. 1561 — пом. 1607, Падуя) — державний діяч, дипломат Речі Посполитої; каштелян лівський (1588) і закрочимський (1588–1590), воєвода ленчицький (1590–1607), підканцлер коронний (1606–1607); староста осмолінський (1588), лівський (1591), тишівцівський (1594), плоцький (1595–1605), санницький (1595).

## Життєпис
Народився Станіслав близько 1561 року у сім'ї Каспера Мінського, войського варшавського, і Дороти Ґоринської з Ойжанува. Володів великим фільварком і палацом у Мінську-Мазовецькому, фундував мурований костел Різдва Пресвятої Богородиці.
Спочатку Станіслав Мінський навчався у Польщі, у колегіумі єзуїтів у Пултуську. Після смерті батька він був переданий під опіку краківського єпископа Францішека Красінського. З волі плоцького єпископа Пйотра Дунін-Вольського, благодійника пултуського колегіуму, Мінський здійснив із ним подорож до Італії (1579–1583). Після повернення до Речі Посполитої розпочав діяльність при королівському дворі.
Був послом Мазовецького воєводства на сейм 1578 року.
Під час безкоролів'я 1587 року Станіслав Мінський належав до прихильників канцлера коронного Яна Замойського і виступав за кандидатуру на трон Сигізмунда III Вази. Проте він швидко вийшов із оточення всевладного магната та став близьким соратником нового короля, на що значний вплив справив палкий католицизм Мінського. Дякуючи за підтримку, король надав останньому 1 серпня 1588 року у довічне володіння Осмолін у Равському воєводстві, 17 березня 1591 року лівське староство у Мазовецькому воєводстві, а 5 квітня цього ж року — село Боґуциці у Краківському воєводстві.
Вже 1588 року Мінський отримав посаду каштеляна лівського, того ж року також був підвищений до каштеляна закрочимського. 1589 року підписав ратифікацію Трактату битомсько-бендзинського про визнання Максиміліаном III обрання Сигізмунда III польським королем і зречення першим трону на пацифікаційному сеймі. 1590 року був призначений одним із комісарів щодо ратифікації вищевказаного трактату та одночасно отримав уряд воєводи ленчицького. Мінський цілком підтримував таємні плани Сигізмунда III щодо від'їзду до Швеції та передачі польського трону Габсбургам. Коли справа дійшла до розголосу, він ревно захищав короля на сеймі 1592 року проти опозиції канцлера Замойського.
1594 року Станіслав Мінський був дипломатичним представником Речі Посполитої у Папській державі, щоб представити папі Климентові VIII послух і успішно вирішити справу канонізації Яцека Одровонжа. Місія була успішно виконана, і папа канонізував Одровонжа 17 квітня 1594 року. Зі своєї подорожі до Італії Мінський залишив дипломатичні та практичні поради у своїй праці під назвою «Спосіб здійснення посольства до Риму». За заслуги та видатки, пов'язані з посольством, король обдарував його староствами тишівцівським (1594), плоцьким (1595) і санницьким (1595), я також чисельними маєтками у Куявії та Великопольщі.
Станіслав Мінський ревно виконував свої сенаторські обов'язки, брав участь у сеймах Речі Посполитої та у багатьох сеймових комісіях. Серед інших, 1596 року як комісар сенаторський приймав посольство імператора Рудольфа II щодо створення антитурецької ліги, a 1604 року був членом монетної комісії. 1605 року очолював групу сенаторів, які зустрічали у Кракові ерцгерцогиню Констанцію, дружину Сигізмунда III. 1 квітня 1606 року король віддав Станіславові Мінському малу печатку підканцлера коронного.
Після початку рокошу Зебжидовського Мінський разом із краківським єпископом Пйотром Тиліцьким були послами до бунтівної шляхти, однак їм не вдалося досягнути компромісу. Невдовзі після цього підканцлер тяжко захворів і, з волі короля, виїхав на лікування на цілющі води поблизу Неаполя в Італію.
Прийняв право міське у Кракові.
Через напружену політичну ситуацію в Речі Посполитій був викликаний монархом до столиці та помер під час подорожі у Падуї 21 липня 1607 року. Був похований у костелі святого Антонія.

### Власність
Володів половиною міста Мінськ-Мазовецький, а також селами: Кендзерак (південно-західна частина Мінська), Вулька-Чарнінська, Лазиська, Жондза, Пшитока, Рудно, Олексін, Подґужно, Казубіча у землі черській, Затори, Вулька-Заторська, Кобилка, Турово у землі варшавській, Тарнувко частиною села Осенка у землі лівській.

### Сім'я
1583 року Станіслав Мінський одружився з Урсулою Дембінською, дочкою краківського каштеляна Валентія Дембінського. У них було 4 доньки:
- Дорота — дружина воєводи краківського Яна Тенчинського[pl];
- Зофія;
- Анна;
- Барбара — дружина Марціна Заремби, мати пізнішого київського католицького єпископа Станіслава Заремби[pl].